# Faramea bicolor
Faramea bicolor är en måreväxtart som beskrevs av J.G.Jardim och Daniela Cristina Zappi. Faramea bicolor ingår i släktet Faramea och familjen måreväxter. Inga underarter finns listade i Catalogue of Life.